# Segment de xarxa
Un segment de xarxa és una porció d'una xarxa d'ordinadors. La naturalesa i l'extensió d'un segment depèn en la naturalesa de la xarxa i del dispositiu o els dispositius utilitzats per interconnectar els nodes.
Segons la definició de l'estàndard IEEE 802.3 per a Ethernet, un segment de xarxa és una connexió elèctrica entre dispositius que utilitzen un medi compartit. En les varietats originals 10BASE5 i 10BASE2 d'Ethernet, un segment correspondria a un sol cable coaxial i tots els dispositius connectats a ell. En aquell moment, múltiples segments de xarxa podrien ser connectats amb repetidors (d'acord amb la regla 5-4-3 per a 10 Mbit Ethernet) i així formar un domini de col·lisió més gran.
Amb l'Ethernet de parell trenat, els segments elèctrics poden ser units utilitzant repetidors o concentradors així com d'altres varietats d'Ethernet. Això correspon a capa física-1 del model OSI i és equivalent al domini de col·lisió. La regla 5-4-3 també s'aplica en aquest domini de col·lisió.
Utilitzant commutadors o ponts, múltiples segments de la capa física-1 poden ser combinats en un segment de la capa d'enllaç-2, Per exemple: tots els nodes poden comunicar-se a partir d'adreces MAC o difusió amplia. Un segment de la capa d'enllaç-2 és equivalent a una difusió àmplia.
El trànsit dins d'un segment en la capa d'enllaç-2 pot ser dividit virtualment mitjançant virtual LANs (VLANs). Cada VLAN forma el seu propi segment en la capa d'enllaç-2.

## IP
Un segment de la capa de xarxa-3 en una xarxa IP és normalment anomenat subxarxa, i és format per tots els nodes que comparteixen el mateix prefix de xarxa definit per les seves adreces d'IP i màscara de xarxa. La comunicació entre aquestes subxarxes requereix un encaminador. Els Servidors en una subxarxa es comuniquen directament utilitzant un segment de la capa d'enllaç-2 que els connecta. Sovint una subxarxa correspon exactament a la capa d'enllaç-2 però és també possible utilitzar múltiples subxarxes en un sol segment.